# 謝拉·拉姆普金
謝拉·喬伊斯·伊澤爾·拉姆普金（1945年8月23日—2016年7月23日），是美國的民主黨政治人物和律師，前阿肯色州眾議院議員。

## 生平
拉姆普金生於阿肯色州羅韋爾，在阿肯色大學蒙特賽羅分校畢業，後在阿肯色大学獲得硕士學位。
2010年，阿肯色州眾議院前第十選區眾議員艾倫·麥克斯韋選擇不連任令議席空缺，她在5月18日的民主黨初選中1,449票在四名候選人排名首位，之後在6月8日的次輪選舉得1,849票得提名出選，之後在11月2日的州眾議院選舉獲得4,711票勝過獨立候選人韋爾登·溫（Weldon Wynn）當選第十選區眾議員。
2012年，拉姆普金因選區變動改選第九選區，取代出戰阿肯色州參議院的埃迪·奇塔姆。她在5月22日的民主黨初選取得3,456票勝出，之後在11月6日的州眾議院選舉獲得5,815票擊敗共和黨的加里·梅格斯（Gary Meggs）連任。
2016年7月23日，拉姆普金在眾議員任期內於阿肯色州小岩城逝世。

## 外部連結
- 智慧投票计划中的傳記、投票紀錄及利益集團評級
- 謝拉·拉姆普金（页面存档备份，存于）在美国政治百科全书（英语：Ballotpedia）
- 謝拉·E·拉姆普金在國家政治金錢研究所

| 阿肯色州眾議院         | 阿肯色州眾議院                                   | 阿肯色州眾議院         |
| ---------------------- | ------------------------------------------------ | ---------------------- |
| 前任者： 艾倫·麥克斯韋 | 阿肯色州眾議院第十選區 眾議院議員 2011年－2013年 | 繼任者： 麥克·霍爾科姆 |
| 前任者： 埃迪·奇塔姆   | 阿肯色州眾議院第九選區 眾議院議員 2013年－2016年 | 繼任者： 利安娜·伯奇   |